# KTO Rosomak
KTO Rosomak (polj. Kołowy Transporter Opancerzony; hrv. Oklopni transporter na kotačima) je višenamjensko oklopno vozilo na kotačima konfiguracije 8×8. Riječ je o licencnoj inačici Patrije AMV koju proizvodi tvrtka WZM S.A. za potrebe poljske vojske. Dobila je ime Rosomak što na poljskom jeziku znači gorska kuna.

## Povijest
Poljska vojska je kroz natječaj Nowa Technika Wojskowa odlučila zamijeniti zastarjele oklopne transportere OT-64 SKOT i djelomično BWP-1. U užem krugu našli su se Patria AMV, MOWAG Piranha i Steyr Pandur dok je pobijedila Patria.
U prosincu 2002. godine poljsko Ministarstvo obrane je potpisalo ugovor o narudžbi ukupno 690 Patria AMV vozila koja će se proizvoditi u Poljskoj. Narudžba se sastojala od 313 oklopnih borbenih transportera te 377 specijaliziranih transportera. Tijekom listopada 2013. ona je povećana na 997 vozila s rokom isporuke od 2014. do 2019. godine.

## Inačice

### KTO Rosomak
Borbeno vozilo pješaštva s talijanskom kupolom OTO Melara Hitfist-30P te 30 mm topom ATK Mk 44 i 7,62 mm mitraljezom UKM-2000C. Kupola je opremljena naprednim sustavom za upravljenje paljbom s termalnom kamerom i laserskim sustavom upozorenja Obra koji je povezan sa šest 81 mm bacača dimnih granata 902A ZM Dezamet.

### KTO Rosomak-M1M
Inačica borbenog vozila pješaštva koja je modificirana za Rat u Afganistanu te je opremljena s dodatnim čelićnim kompozitnim oklopom, nadograđenim komunikacijskim sustavom te kliještima za rezanje žice koja se nalaze ispred vozačkog i zapovjednog mjesta. Tu su Pilar sustav za detekciju smjera neprijateljske paljbe te video kamere koje prikazuju bočne i stražnju stranu vozila na dva LCD ekrana koji se nalaze u dijelu gdje se prevoze trupe.
Zbog dodatnog oklopa vozilo ne može plutati te stoga nema ugrađene vodene propelere. Najuočitljivije promjene kod ovog vozila su nova pješčana kamuflaža i QinetiQ RPGNet sustav za zaštitu od RPG raketa.

### KTO Rosomak-M3
Inačica oklopnog vozila pješaštva koja je modificirana za Rat u Afganistanu te je opremljena s istom opremom kao M1M (uključujući dodatni čelićno kompozitni oklop). Osnovna razlika između te dvije inačice je što M3 ima otvorenu OSS-D kupolu s 40 mm Mk 19 bacačem granata ili 12,7 mm teškom strojnicom NSW/WKM-B.

### KTO Rosomak-WEM
WEM (polj. Wóz Ewakuacji Medycznej; hrv. Vozilo za medicinsku evakuaciju) je oklopno ambulantno vozilo koje može prevoziti tri ozlijeđena vojnika na vozilima i četiri dodatna u sjedećem položaju. WEM-M inačica za Afganistan koristi dodatni oklop i QinetiQ RPGNet sustav identičnan onome s M1M modela.

### KTO Rosomak-S
Inačica oklopnog vozila pješaštva opremljena protutenkovskim projektilima Spike.

### KTO Rosomak-WD
WD (polj. Wóz Dowodzenia; hrv. Zapovjedno vozilo) je zapovjedno vozilo namijenjeno zapovjedniku bojne.

### KTO Rosomak-Łowcza
Łowcza je zapovjedno vozilo namijenjeno zapovjedniku protuzračne obrane a slično je vozilu ZWD-10R Łowcza-3.

## Borbena povijest

### Rat u Afganistanu
Kontingent poljske kopnene vojske koji je ujedno i dio ISAF-a, sudjeluje u Afganistanu sa stotinu KTO Rosomaka (uključujući pet ambulantnih vozila). Riječ je o modelima M3 i WEM koji su opremljeni s dodatnim čelićno kompozitnim oklopom. Početkom 2008. godine jedno poljsko vozilo su napali Talibani pogodivši ga s dva RPG-7 projektila, međutim posada je uspjela uzvratiti paljbu i vratiti se u bazu bez potrebne pomoći. U lipnju iste godine, drugi Rosomak je pogođen talibanskim RPG-om u prednji dio oklopa ali ga raketa nije uspjela probiti. Ipak, 2009. je poginuo jedan poljski vojnik koji se nalazio unutar Rosomaka nakon što je ispod vozila eksplodirala improvizirana eksplozivna naprava. Naime, usred eksplozije je došlo do prevrtanja vozila koje je zgnječilo topnika koji je bio na kupoli. Slični napadi događali su se i prije, međutim bez smrtnih posljedica.

### EU vojna misija u Čadu
Poljska je kao dio europskih mirovnih snaga sudjelovala u Čadu s 400 vojnika i 16 KTO Rosomak oklopnih transportera.

## Korisnici
- Poljska: poljska kopnena vojska odnosno 12. i 17. mehanizirana brigada (polj. 12. Brygada Zmechanizowana i 17. Wielkopolska Brygada Zmechanizowana).

## Galerija slika
- Amfibijska mogućnost KTO Rosomaka.
- Model M1M s ugrađenim QinetiQ RPGNet sustavom.
- Model M3 u Afganistanu.
- Zapovjedni model WD.
- Ambulantna inačica WEM.